# Untriennio
Untriennio es el nombre temporal de un elemento químico desconocido de la tabla periódica que tiene el símbolo Ute y número atómico 139.

## Nomenclatura
Untriennio es un nombre temporal, que aparece en artículos sobre la búsqueda del elemento 139. Elementos transuranicos (aquellos después del uranio) son (excepto por las cantidades microscópicas y el plutonio), siempre artificialmente producidos, y usualmente terminan siendo llamados en honor a un científico o por el nombre del laboratorio que lo produjo (véase Nomenclatura química para más información ).

## Significancia
Es el primer elemento con una capa de electrones del tipo G lleno, teniendo 18 electrones, y un electrón en el orbital f.